# Robert Thomas Davis
Robert Thomas „Bob“ Davis junior (* 3. Mai 1927 in Columbus, Georgia; † 12. Juni 2010 in Gastonia, North Carolina) war ein US-amerikanischer Footballspieler und Politiker.

## Leben
Robert Thomas Davis junior war der Sohn von Robert Thomas Davis und dessen Frau Mary Avant Davis und wuchs mit einem Bruder auf. Davis war Captain der Footballmannschaft, sowie der Basketballmannschaft des Georgia Institute of Technology. Später spielte er für Boston Yanks in der National Football League.
Davis diente in der United States Army. Nach seiner sportlichen Karriere arbeitete er in der Textilindustrie. Des Weiteren gehörte er acht Jahre der Columbus City Commission an und bekleidete im Jahr 1956 das Amt des Bürgermeisters von Columbus, Georgia. Zum Zeitpunkt seiner Wahl zum Bürgermeister war der 28-jährige Davis Vizepräsident der Swift Spinning mill. Während seiner weiteren beruflichen Karriere fungierte er als Präsident, CEO und Direktor verschiedener weiterer Spinnereien.
Davis wurde in die National Football Foundation's College Football Hall of Fame, sowie in die State of Georgia Sports Hall of Fame aufgenommen. Er war verheiratet und hatte Kinder.